# Morse (cràter)

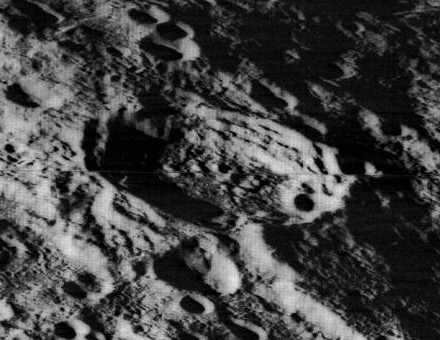
Imatge obliqua de la missió Lunar Orbiter 2

Morse és un cràter d'impacte que es troba en la cara oculta de la Lluna, per la qual cosa no es pot veure directament des de la Terra. Al voltant d'un diàmetre de distància cap al sud-oest es troba el cràter Fitzgerald, de major grandària. A l'oest-nord-oest de Morse apareix Dante.

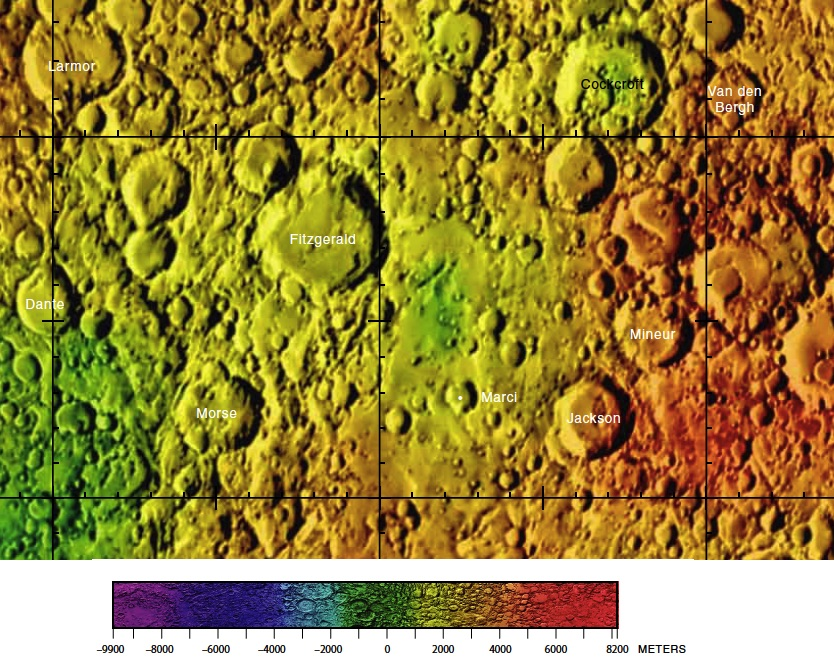
Localització de Morse (quadrant inferior esquerre de la imatge)

Es tracta d'un cràter relativament ben definit, amb un perfil que no ha estat marcadament erosionat per impactes posteriors. No obstant això, un petit cràter marca el seu extrem sud-oriental, i el sector sud de la vora apareix parcialment interromput. El brocal és irregular en alguns llocs, i presenta una sèrie de terrasses en les parets interiors nord-est i oest. El sòl interior, encara que generalment anivellat, posseeix nombroses irregularitats d'escassa altura que formen petits pujols.
El cràter es troba en el marge nord-est de la Conca Freundlich-Sharonov.

## Cràters satèl·lit

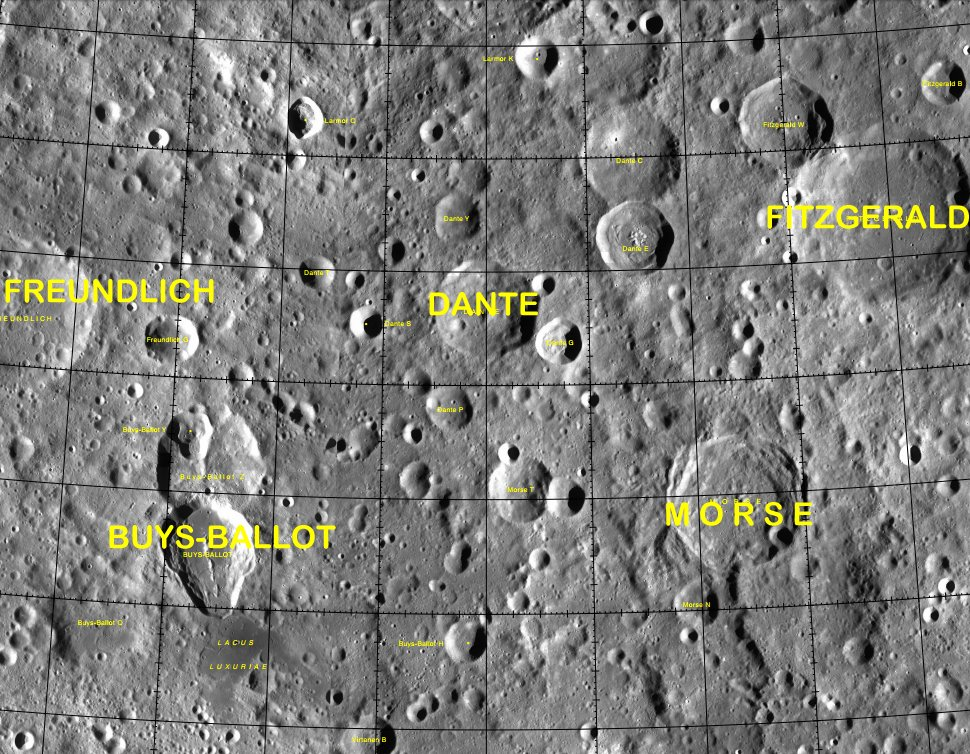
Entorn de Morse

Per convenció aquests elements són identificats en els mapes lunars posant la lletra en el costat del punt central del cràter que està més proper a Morse.
|       | \| Morse \| Coordenades \| Diàmetre \| \| ----- \| -------------------------------------- \| -------- \| \| N \| 20° 12′ N, 176° 06′ O / 20.2°N,176.1°O \| 25 km \| \| T \| 22° 00′ N, 179° 30′ O / 22.0°N,179.5°O \| 34 km \| |          |
| Morse | Coordenades | Diàmetre |
| N     | 20° 12′ N, 176° 06′ O / 20.2°N,176.1°O | 25 km    |
| T     | 22° 00′ N, 179° 30′ O / 22.0°N,179.5°O | 34 km    |